# Notylia leucantha
Notylia leucantha är en orkidéart som beskrevs av Gerardo A. Salazar. Notylia leucantha ingår i släktet Notylia och familjen orkidéer. Inga underarter finns listade i Catalogue of Life.